# Natalia Oreiro (альбом)
Natalia Oreiro (укр. Наталія Орейро) — дебютний студійний альбом популярної аргентинської акторки та співачки Наталії Орейро, що вийшов в 1998 році.

## Список композицій
| Стандартне видання | Стандартне видання    | Стандартне видання                          | Стандартне видання |
| #                  | Назва                 | Автор                                       | Тривалість         |
| ------------------ | --------------------- | ------------------------------------------- | ------------------ |
| 1.                 | «De Tu Amor»          | Фернандо Лопес Россі Пабло Дюранд           | 3:57               |
| 2.                 | «Uruguay»             | Лопес Россі Дюранд                          | 3:44               |
| 3.                 | «Se Pegó En Mi Piel»  | Лопес Россі Дюранд                          | 4:09               |
| 4.                 | «Me Muero De Amor»    | Клаудія Брант Коті Сорокін                  | 3:55               |
| 5.                 | «Cambio Dolor»        | Лопес Россі Дюранд                          | 4:05               |
| 6.                 | «Valor»               | Донато Поведа                               | 3:14               |
| 7.                 | «Sabrosito Y Dulzón»  | Лопес Россі Дюранд                          | 4:00               |
| 8.                 | «Vengo Del Mar»       | Лопес Россі Дюранд                          | 3:35               |
| 9.                 | «Huracán»             | Мігель Орландо Якопетті Т. Серна Тіто Ромео | 3:34               |
| 10.                | «Nada Más Que Hablar» | Марсело Венгровський Дені Томас Брант       | 3:22               |
| 11.                | «Y Te Vas Conmigo»    | Лопес Россі Дюранд                          | 3:31               |
| 41:06              |                       |                                             |                    |

| Міжнародний бонус-трек | Міжнародний бонус-трек | Міжнародний бонус-трек | Міжнародний бонус-трек |
| #                      | Назва                  | Автор                  | Тривалість             |
| ---------------------- | ---------------------- | ---------------------- | ---------------------- |
| 12.                    | «Que Si, Que Si»       | Лопес Россі Дюранд     | 3:02                   |
| 44:13                  |                        |                        |                        |

| Бонус-треки перевидання 1999 року | Бонус-треки перевидання 1999 року         | Бонус-треки перевидання 1999 року | Бонус-треки перевидання 1999 року |
| #                                 | Назва                                     | Автор                             | Тривалість                        |
| --------------------------------- | ----------------------------------------- | --------------------------------- | --------------------------------- |
| 13.                               | «Me Muero De Amor» (2 Effective Remix)    | Брант Сорокін                     | 4:06                              |
| 14.                               | «Huracán» (2 Effective Latin Power Mix)   | Якопетті Серна Ромео              | 3:38                              |
| 15.                               | «De Tu Amor» (Bianco Mix)                 | Лопес Россі Дюранд                | 3:50                              |
| 16.                               | «Que Si, Que Si» (Little Corp. RMX)       | Лопес Россі Дюранд                | 3:24                              |
| 17.                               | «Cambio Dolor» (Pumpin' Dolls Radio Edit) | Лопес Россі Дюранд                | 3:53                              |
| 62:23                             |                                           |                                   |                                   |

## Офіційні версії та ремікси
- "Cambio Dolor" (Pumpin' Dolls Radio Edit) (3:58)
- "Cambio Dolor" (Pumpin' Dolls Pool Party Club Mix) (6:10)
- "De Tu Amor" (Pumpin' Dolls Radio Edit) (3:53)
- "De Tu Amor" (Pumpin' Dolls Fashion Club Mix) (7:53)
- "De Tu Amor" (Bianco Mix) (3:50)
- "Huracán" (2 Effective Latin Power Mix) (3:37)
- "Me Muero De Amor" (2 Effective Remix) (3:56)
- "Que Si, Que Si" (Little Corp. RMX) (3:24)
- "Que Si, Que Si" (Long Intro Version) (3:10)
- "Caminos" (3:26) – пісня входить до саундтреку фільму "Аргентинець в Нью-Йорку" (1998)
- "03 03 456" (спільно з Раффаеллою Каррої) (3:21) – пісня входить в іспанську збірку Раффаелли Карри "Fiesta: Grandes Éxitos" (1999)